# ياكوبو دي بارباري
ياكوبو دي بارباري (بالإيطالية: Jacopo de' Barbari) ويعرف باسم دي بارباري، رسام وبرنتماكنغ إيطالي ، ولد خلال عقد 1440 في مدينة البندقية ،وتوفي عام 1516، بدأ نشاطة الفني بين عاميّ 1460-1470، انتقل عام 1500 إلى ألمانيا ، رسم العديد من اللوحات الفنية بقيت منها 12 لوحة موجودة حالياً، بالإضافة إلى عشرات النقوش الفنية.

## من أعمالة

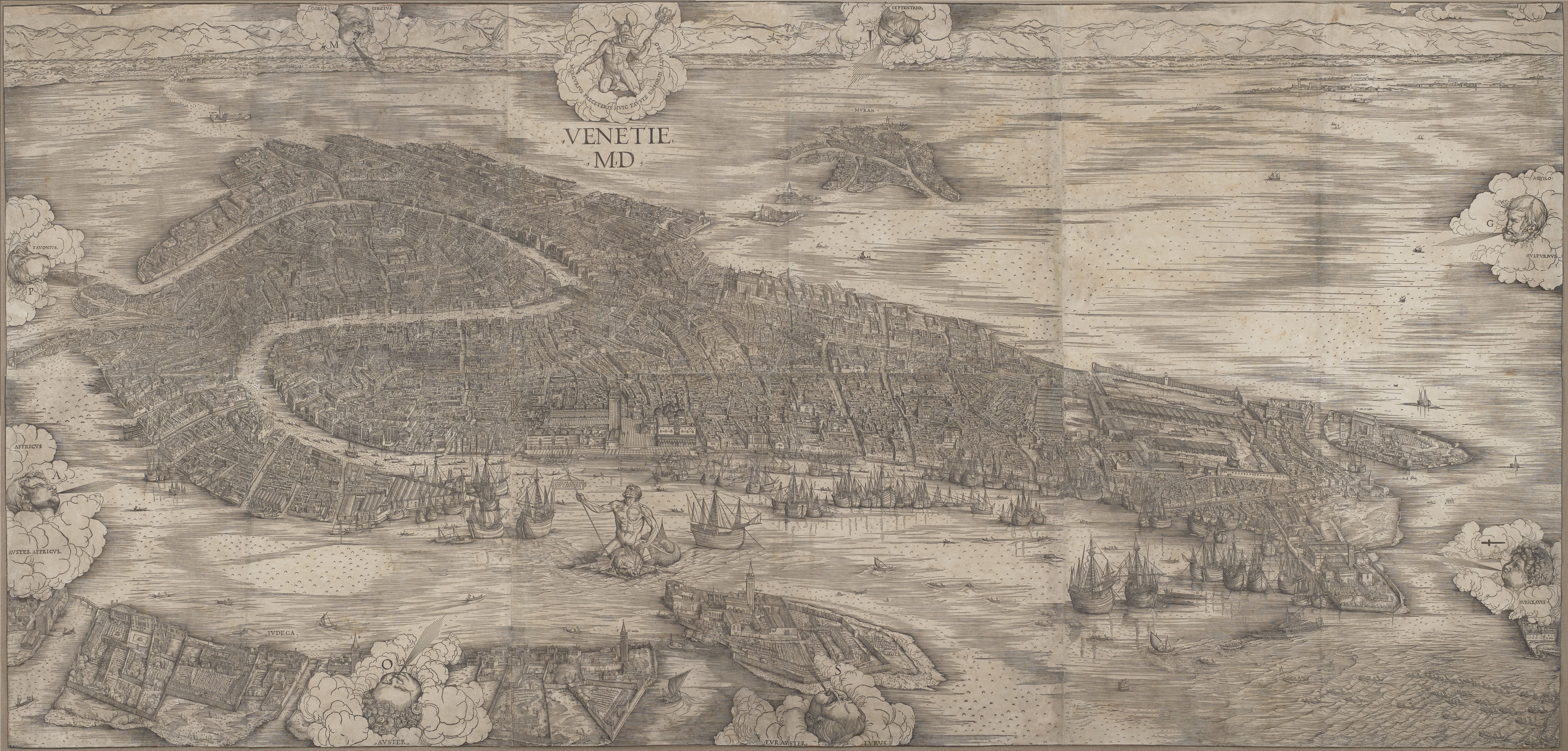
نقش على الخشب لمدينة البندقية
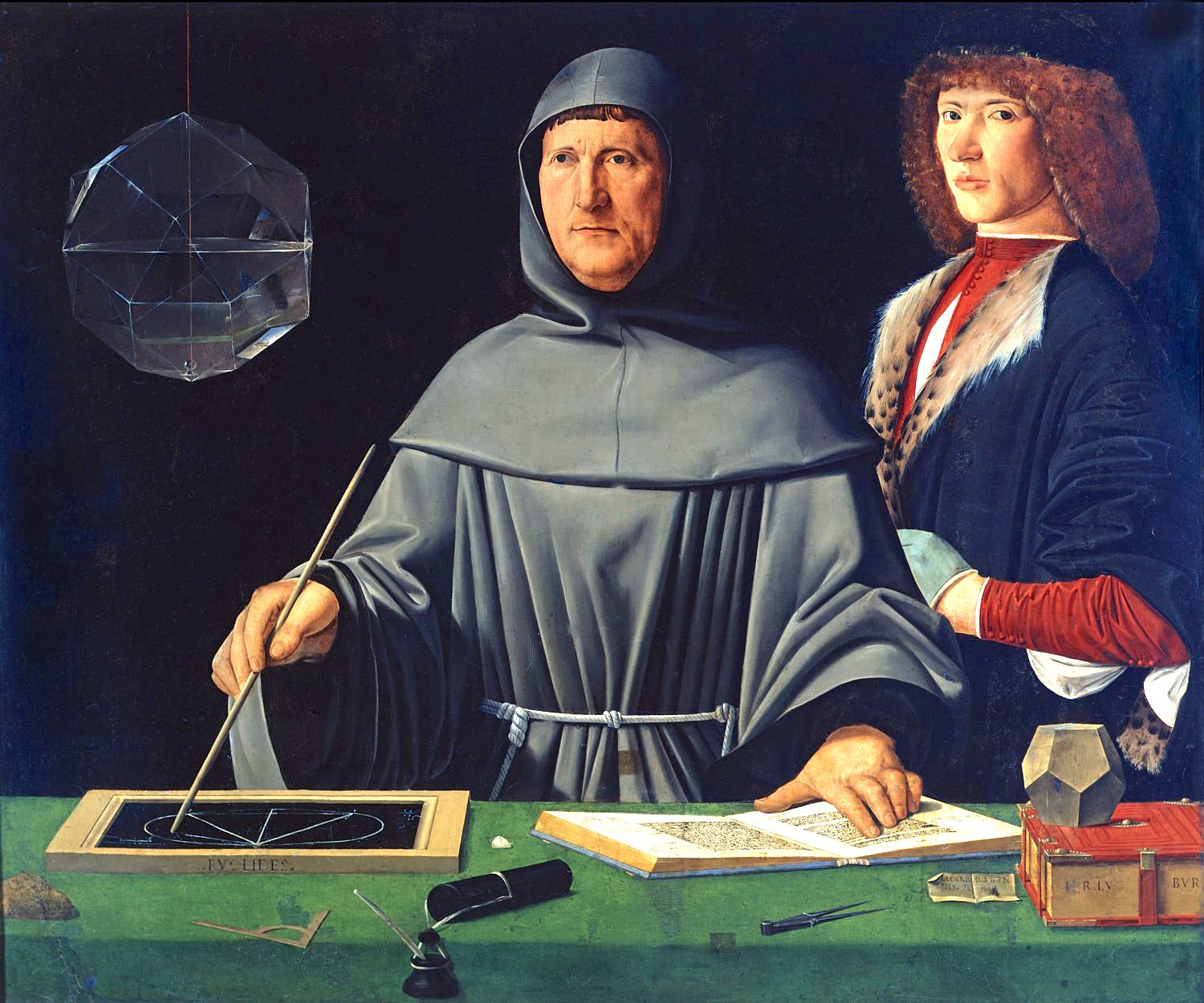
لوحة يظهر فيها الإيطالي لوكا باتشولي عالم الرياضيات ومبتكر نظام القيد المزدوج

## روابط خارجية
- ياكوبو دي بارباري على موقع الموسوعة البريطانية (الإنجليزية)